# Crypsotidia
Genre
Synonymes
- Cremopalpus Strand, 1909

Crypsotidia est un genre de lépidoptères (papillons) de la famille des Erebidae.

## Liste des espèces
Selon FUNET Tree of Life (7 septembre 2020) :
- Crypsotidia bibrachiata Kühne, 2005
- Crypsotidia bullula Kühne, 2005
- Crypsotidia clytieformis Kühne, 2005
- Crypsotidia digitata Kühne, 2005
- Crypsotidia gigantea Kühne, 2005
- Crypsotidia inquirenda (Strand, 1909)
- Crypsotidia longicosta Kühne, 2004
- Crypsotidia maculifera (Staudinger, 1898)
- Crypsotidia mesosema Hampson, 1913
- Crypsotidia parva Rothschild, 1921
- Crypsotidia piscicaudae Kühne, 2005
- Crypsotidia postfusca Kühne, 2005
- Crypsotidia remanei Wiltshire, 1977
- Crypsotidia wollastoni Rothschild, 1901